# ۳۰ دسامبر
۳۰ دسامبر سیصد و شصت و چهارمین (در سال‌های کبیسه سیصد و شصت و پنجمین) روز سال در گاه‌شماری میلادی است. ۱ روز تا پایان سال باقی‌است.

## رویدادها
- ۱۸۹۳ - دولت ایالات متحده آمریکا ۴۵ هزار مایل مربع از اراضی مکزیک را خریداری و به خاک کشور خود اضافه کرد.
- ۱۹۰۵ - تظاهرات مردم در شهر مسکو به دستور نیکلای دوم با آتش توپ سرکوب شد.
- ۱۹۲۲ - اتحاد جماهیر شوروی سوسیالیستی تشکیل شد.
- ۱۹۹۳ - واتیکان و اسرائیل رابطه دیپلماتیک برقرار کردند.
- ۲۰۰۶ - اعدام صدام حسین، دیکتاتور پیشین عراق

## زادروزها
- ۱۹۹۵ - وی (خواننده) ، خواننده

## درگذشت‌ها
- ۲۷۴ - فلیکس یکم، پاپ کلیسای کاتولیک
- ۱۵۹۱ - اینوسنت نهم، پاپ کلیسای کاتولیک
- ۱۶۴۴ - ژان باپتیست ون هلمونت، زیست‌شناس، پزشک و شیمی‌دان اهل فلاندر
- ۱۹۱۶ - گریگوری راسپوتین، راهب و سیاستمدار روس
- ۲۰۰۶ - صدام حسین، رئیس‌جمهور عراق